# M.Bevinahalli, Turuvekere
M.Bevinahalli là một làng thuộc tehsil Turuvekere, huyện Tumkur, bang Karnataka, Ấn Độ.